# Re delle Tonga

Stendardo reale delle Tonga.

La dinastia dei Tupou delle Tonga si è ufficialmente formata nel 1875 dopo l'ottenimento del titolo monarchico sull'arcipelago in forma costituzionale. Il primo re di questa dinastia fu George Tupou I.
Tonga è una delle sei monarchie dell'Oceania, ma è l'unica a non essere un Reame del Commonwealth (facendo comunque parte del Commonwealth delle nazioni) e quindi l'unica a non avere come monarca il sovrano britannico.

## Re delle Tonga
| Immagine | Re                  | Nascita         | Morte             | Regno                               | Relazione con il predecessore | Consorte                                                 |
| -------- | ------------------- | --------------- | ----------------- | ----------------------------------- | ----------------------------- | -------------------------------------------------------- |
|          | George Tupou I      | 4 dicembre 1797 | 18 febbraio 1893  | 4 dicembre 1845 – 18 febbraio 1893  |                               | Sālote Lupepau'u (1811-1889)                             |
|          | George Tupou II     | 18 giugno 1874  | 5 aprile 1918     | 18 febbraio 1893- 5 aprile 1918     | Nipote                        | Lavinia Veiongo (1879-1902) 'Anaseini Takipō (1893-1918) |
|          | Sālote Tupou III    | 13 marzo 1900   | 16 dicembre 1965  | 5 aprile 1918- 16 dicembre 1965     | Figlia                        | Viliami Tungī Mailefihi (1888-1941)                      |
|          | Tāufa'āhau Tupou IV | 4 luglio 1918   | 10 settembre 2006 | 16 dicembre 1965- 10 settembre 2006 | Figlio                        | Halaevalu Mata'Aho 'Ahome'e (1926-2017)                  |
|          | George Tupou V      | 4 maggio 1948   | 18 marzo 2012     | 10 settembre 2006- 18 marzo 2012    | Figlio                        | Rimase celibe                                            |
|          | Tupou VI            | 12 luglio 1959  | in carica         | dal 18 marzo 2012                   | Fratello                      | Nanasipau'u Tuku'aho (8 marzo 1954 – vivente)            |